# 김준룡장군 전승지 및 비
김준룡장군 전승지 및 비(金俊龍將軍 戰勝地 및 碑)는 대한민국 경기도 수원시 장안구 하광교동에 있는 조선시대 병자호란 때 광교산에서 청나라 군사를 물리쳤던 김준룡(1586~1642) 장군의 전승지와 이를 기념하기 위해 암반에 새긴 글자이다. 1977년 10월 13일 경기도의 기념물 제38호로 지정되었다.

## 개요
병자호란 때 광교산에서 청나라 군사를 물리쳤던 김준룡(1586~1642)장군의 전승지와 이를 기념하기 위해 암반에 새긴 글자이다. 김준룡은 원주김씨로 조선 광해군 원년(1609) 무과에 급제한 뒤 여러 관직을 거쳐 전라도 병마절도사에 재임하던 중 병자호란이 일어나자 병사를 이끌고 광교산에 이르렀다. 그곳에서 격전을 벌인 끝에 청 태조(누르하치)의 사위이며 적장수인 양고리 등을 처단했다. 이에 조선군은 사기가 크게 높아져 청과의 전투에서 대승을 거둘 수 있었다. 세상을 떠난 후 영의정으로 추증되었으며 충숙이라는 시호도 붙여졌다. 전하는 말에 의하여 정조 때 화성 축성에 필요한 석재를 구하러 광교산에 간 사람에게서 이 얘기를 들은 축성책임자 채제공이 그 사실을 새기게 했다고 한다. 암반에 ‘忠襄公金俊龍戰勝地’라 새기고, 그 좌우에 작은 글씨로 ‘丙子淸乱公提湖南兵,覲王至此殺淸三大將’이라는 전승의 내용을 새겨 놓았다.

## 참고 문헌
- 김준룡장군 전승지 및 비 - 국가유산청 국가유산포털